# کالاچینسک

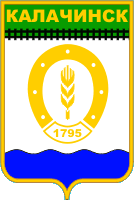
نشان شهر.

کالاچینسک (به روسی: Кала́чинск) شهری است در استان امسک روسیه که در ۱۰۰ کیلومتری خاور شهر امسک قرار گرفته‌است.
کالاچینسک بر کناره رودخانه اُم واقع شده و جمعیت این شهر ۲۳۲۰۰ نفر است (برآورد سال ۲۰۰۴). شهر کالاچینسک در پرترددترین بخش راه آهن سراسری سیبری یعنی جایی که شاخه‌های جنوبی و شمالی آن در امسک به هم می‌پیوندند قرار دارد.
در زمان شوروی که بازرگانی آزاد با محدودیت روبه‌رو بود شهر کالاچینسک به خاطر شنبه‌بازار خود معروف شد و اهالی کالاچینسک با بازدید زیادی که از بازار خرده‌فروشی امسک داشتند باعث فعال نگه داشتن آن شدند که اینگونه بازار آزاد در زمان کمونیسم کمتر دیده می‌شد.